# Francesco Stringa

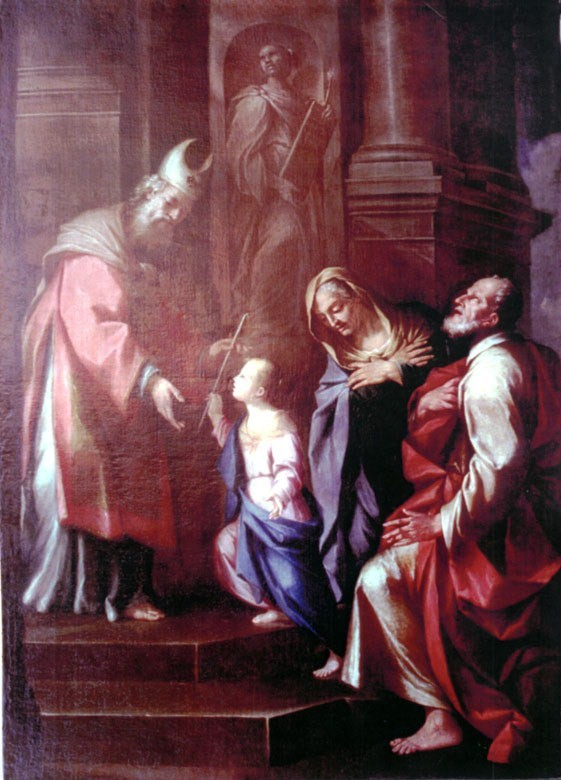
Presentazione della Vergine al Tempio, Galleria Estense, Modena

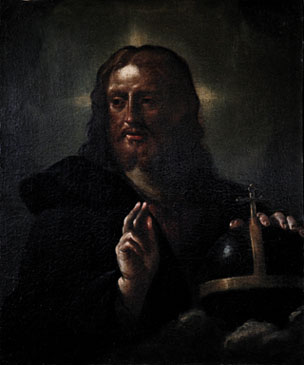
Redentore benedicente, Banca Popolare dell'Emilia Romagna

Francesco Stringa (Modena, 25 agosto 1635 – Modena, 7 marzo 1709) è stato un pittore italiano  del barocco.

## Biografia
Studiò con Ludovico Lana e nel 1659 era al servizio di Alfonso IV d'Este sostituendo Flaminio Torri come curatore delle collezioni d'arte della famiglia (1661). La consapevolezza dell'importanza del ruolo lo portò a sviluppare uno stile a volte capriccioso, caratterizzato dall'uso di potenti effetti di chiaroscuro, diventando un'alternativa alle grandi figure della pittura bolognese di quel tempo, Lorenzo Pasinelli e Carlo Cignani.
Stringa subì l'influenza di Mattia Preti, che fu attivo a Modena nel 1650, realizzando diverse opere nelle istituzioni religiose della regione, dimostrando la sua conoscenza dell'arte bolognese, in particolare del Carracci. Tuttavia, si trasferì presso la corte degli Estensi, che lo premiarono con numerose onorificenze: fu prima direttore dell'Accademia di Pittura nel 1672 e nel 1685, sovrintendente delle Fabbriche Ducali.
Nel 1674 iniziò una serie di importanti decorazioni ad affresco presso il Palazzo Ducale di Modena, con l'aiuto di Baldassarre Bianchi. Tra il 1695 e il 1696 lavorò con quest'ultimo e con Marcantonio Franceschini nello stesso edificio (nozze di Amore e Psiche). Qui il suo stile diventa più morbido probabilmente influenzato da un soggiorno a Venezia (1693-1694). L'uso del colore nelle opere successive conferma questa informazione.
Tra i suoi allievi vi furono Girolamo Donnini, Giacomo Zoboli e Lucrezia Bianchi.

## Opere
- Affreschi (Chiesa di Sant'Agostino, Modena, 1663)
- Esaltazione della Trinità (Galleria Estense, Modena)
- Assunzione della Vergine (1667-1668, San Carlo, Modena)
- Morte della Vergine (1669, Chiesa del Voto, Modena)
- Morte di San Giuseppe (1670, Chiesa del Voto, Modena)
- Scene della vita di San Mauro (San Adriano, Spilamberto)
- Martirio di San Andrea (San Adriano, Spilamberto)
- Redentore benedicente (Banca Popolare dell'Emilia Romagna)
- San Geminiano sorretto da angeli (Casinalbo)
- Vergine in Gloria (San Silvestro, Nonantola)
- Presentazione della Vergine al Tempio (Galleria Estense, Modena)
- Immacolata Concezione e Santi (Capuccini, Vignola)
- Cristo e la Samaritana (Fondazione di Modena)
- San Benedetto spaventa il demonio (Fondazione di Modena)
- Susanna e i vecchioni (Fondazione di Modena)
- Assunzione di Maria Maddalena (Fondazione di Modena)
- Crocifissione (c. 1675, Visitazione Baggiovara, Modena)
- San Ubaldo esorcizza un posseduto (Santi Bartolomeo e Marino, Rimini)
- Beati di Casa d'Este (1674, Palazzo Ducale, Modena), affresco.
- Madonna con il Bambino e San Geminiano (1685-1690, Musei del Duomo di Modena, Modena)
- Nozze di Amore e Psiche (1695-1696, Palazzo Ducale, Modena), affresco.
- Madonna col Bambino e Sant'Antonio (1699, Chiesa del Voto, Modena)
- Testa di fanciulla con turbante (Museo Civico, Modena)
- La visitazione (Museo Civico, Modena)
- L'Assunzione della Vergine (Museo Civico, Modena)